# Папп, Антал
Антал Папп, или Антоний Папп (венг. Antal Papp, 17.11.1867, Надькалло, Австро-Венгрия — 24.12.1945, Мишкольц, Венгрия) — епископ мукачевский с 1 июня 1912 года по 14 июля 1924 год, экзарх Мишкольца с 14 июля 1924 года по 24 декабря 1945 год.

## Биография
Антал Папп родился 17 ноября 1867 года в городе Надькалло, Австро-Венгрия. После окончания гимназии в Ужгороде Антал Папп с 1886 по 1887 год обучался в Богословской академии в Ужгороде. С 1887 года по 1890 год обучался в Центральной семинарии в Будапеште. 24 декабря 1893 года Антал Папп был рукоположён в священника, после чего служил епархиальным секретарём в мукачевской епархии.
29 апреля 1912 года Антал Папп был назначен вспомогательным епископом Мукачева и титулярным епископом Лирбe. 1 июня 1912 года был назначен епископом Мукачева. 14 октября 1912 года состоялось рукоположение Антала Паппа в епископа.
В своей общественной деятельности Антал Папп вместе с прешовским епископом Стефаном Новаком выступал за мадьяризацию русинов. Антал Папп был одним из инициаторов второго Мармарош-Сигетского судебного процесса, который состоялся в конце 1913 года.
В 1916 году Антал Папп ввёл в мукачевской епархии григорианский календарь, запретив использование юлианского календаря. Поддерживая указ австрийского министра о переводе печатных изданий с кириллицы на латиницу среди русинов, он приказал перевести в своей епархии богослужебные книги на латиницу. Реформы Антала Паппа вызвали протесты среди русинской интеллигенции и грекокатолических священников, большинство которых были русинами. Одним из известных оппонентов епископа Антала Паппа был священник Августин Волошин. В 1918 году Антал Папп был вынужден отменить свои реформы в мукачевской епархии, вернув обратно в богослужебную практику юлианский календарь.
После распада Австро-Венгрии и присоединения Закарпатья к Чехословакии в 1919 году, в отличие от епископа Стефана Новака, Антал Папп решил остался в новом государстве, надеясь, что Венгрия скоро вернёт себе обратно Словакию и Закарпатье. Несмотря на принятие присяги верности Чехословакии, Антал Папп поддерживал венгерские настроения в своей епархии и проводил античехословацкую деятельность, за которую был выслан из страны в 1924 году.
В Венгрии 14 июля 1924 года Анталл Папп был назначен экзархом Мишкольца Венгерской грекокатолической церкви и титулярным епископом Кизика.
Последние годы своей жизни Антал Папп прожил всеми забытый и в нищете и скончался 24 декабря 1945 года в Мишкольце.